# Noua Dreaptă Europeană
Noua Dreaptă Europeană este reprezentată de Alain de Benoist și alți filosofi care l-au urmat, dar care în cele din urmă s-au îndreptat contra liberalismului, ceea ce Reagan și Thatcher n-ar fi făcut cu Noua Dreaptă (anglosferă). Thomas Sheehan argumentează că Benoist a dezvoltat o nouă formulare a fascismului (adică Benoist e fascist).
Benoist se opune creștinismului ca fiind intolerant, teocratic și pornit pe persecuții.